# عبد الرحمن ياغي
عبد الرحمن عبد الوهاب عبد الرحيم ياغي (1924-2017) هو كاتب وناقد ومترجم وباحث فلسطيني، ولد في المسمية في لواء غزة، التحق بالجامعة الأردنية، مع أربعة رفاقه هم ناصر الدين الأسد، ومحمود السمرة وعبد الكريم خليفة، وشقيقه هاشم ياغي مساهماً في إنشاء أول كلية جامعية تدرّس الآداب واللغات وصاغ معهم مرحلة شهدت ولادة المؤسسات وخطط إدارتها في الأردن، آمن عبد الرحمن بأدوار الجامعة في تقديم أحدث المعارف والبحث في مشكلات الواقع للنهوض بالمجتمعات فأمضى أكثر من نصف قرن بين قاعاتها. تركّزت اشتغالات ياغي المتنوّعة على الثقافة والأدب في الأردن وفلسطين، وقدّم مؤلّفات وأبحاثاً عديدة في هذا المجال منها «حياة الأدب الفلسطيني الحديث من أول النهضة حتى النّكبة» في 1968.
ترأس رابطة الكتاب الأردنيين لدورتين متتاليتين (1979-1981)، وكان من أبرز مؤسسيها في عام 1974، وربما يمكن القول هنا إن ياغي شكّل نموذجاً مغايراً داخل الرابطة التي هيمن عليها في تلك الفترة مثقفون مؤدلجون ومحزّبون، بينما لم ينتسب هو إلا للثقافة غايةً ووسيلةً بلا أيديولوجيات وأحزاب؛ الرؤية ذاتها التي حكمت عمله في جميع المواقع الإدارية التي شغلها خلال عمله الجامعي.
أصدر عشرات الدراسات، منها: «حياة القيروان وموقف ابن رشيق منها» (1961)، «رأي في المقامات، مقامات البداية» (1969)، «في الجهود الروائية من سليم البستاني إلى نجيب محفوظ» (1981)، و«مقدمة في دراسة الأدب الحديث» (1975)، و«ابن رشيق القيرواني، الشاعر وشعره» (1993)، و«نقد تطبيقي» (2000)، و«جولات في النقد الأدبي» (2005)، كما صدر له عملان مترجمان هما: «رائد الثقافة العامة» ل كورنيليوس هيرشبرغ (1963)، و«فلسفة وايتهيد في الحضارة» ل أ. ه. جونسون (1965).
توفي ياغي في 22 مارس 2017، وقالت وزارة الثقافة الفلسطينية في بيان نعي إن رحيل ياغي يعتبر خسارة كبير للثقافة الفلسطينية والعربية، فهو صاحب مآثر كبيرة، ومسيرة حافلة بالإبداع في أكثر من مجال، وهو ما دفع الوزارة في وقت سابق إلى تكريمه، بحصوله على جائزة الدولة التقديرية في الفنون والآداب والعلوم الإنسانية في العام 2015.

## النشأة
ولد عبد الرحمن ياغي في غزة في 1924، وتلقّى تعليمه الابتدائي في المجدل، ثم تابع تعليمه فنال شهادة «المترك» الفلسطيني العام 1941، كما حصل على شهادة الدبلوم في التربية والتعليم من الكلية العربية في القدس في العام 1943،  وبعد نكبة فلسطين عام 1948 التحق بجامعة القاهرة فنال منها شهادة الليسانس مع مرتبة الشرف في الأدب العربي سنة 1950، وشهادة الماجستير مع مرتبة الشرف في الأدب العربي عام 1955، كما نال شهادة الدكتوراه مرتبة الشرف في الأدب العربي عام 1960.
عمل مدرساً لثلاثة عشر عامًا، ثم اتجه إلى ميدان الترجمة فعمل لسنتين في مكتب «فرانكلين» للطباعة والنشر في بيروت، وفي «الشرق الأوسط» لترجمة الأفلام المطولة، كما عمل خبيراً للغة العربية في منظمة اليونسكو برام الله (1962-1964)، ثم انتقل للتدريس في الجامعة الأردنية منذ 1964 حتى تقاعده، وحصل على «شهادة الصقور في الآداب والكلاسيكيات» في 1943، وكان عضواً في الهيئة التأسيسية لرابطة الكتاب الأردنيين (1974)، وتولّى رئاستها لدورتين (1979-1981).

## مؤلفات
صدرت له عدة أعمال منها:
- «حياة القيروان وموقف ابن رشيق منها» نقد أكاديمي، 1961.
- «ديوان ابن رشيق القيرواني» جمع وتخريج، بيروت: دار الثقافة، 1961.[5]
- «التنمية اللغوية والمواقف الاجتماعية» أساليب التعليم، 1963.
- «حياة الأدب الفلسطيني الحديث من أوّل النهضة حتّى النّكبة»، دراسة، 1968.[6]
- «دراسات في شعر الأرض المحتلة» دراسة، جامعة الدول العربية. معهد البحوث والدراسات العربية، 1969.[7]
- «رأي في المقامات، مقامات البداية»، دراسة، الطبعة الأولى: 1969، الطبعة الثانية:1985.
- «شعر فدوى طوقان عمان»، دراسة، 1970.
- «في الجهود الروائية من سليم البستاني إلى نجيب محفوظ» دراسة، الطبعة الأولى: بيروت - دار العودة - 1972، الطبعة الثانية: المؤسسة العربية للدراسات والنشر - 1981.[8]
- «مقدمة في دراسة الأدب الحديث» دراسة، الطبعة الأولى: 1976، الطبعة الثانية: 1980.[9]
- «في الجهود المسرحية: الاغريقيه، الأوروبية، العربية (من النقاش إلى الحكيم)» دراسة، 1980.[10]
- «مع غسان كنفاني وجهوده القصصية والروائية» 1983.
- «ابن رشيق القيرواني، الشاعر وشعره»، بيروت، دار الفارابي، 1993.[11]
- «القصة القصيرة في الأردن»، دراسة، 1993.
- «رؤيتان نقديتان: رؤية د. حسين مروة، رؤية غالب هلسة»، عمان: دار البشير، 1998.[12]
- «القصيدة الملائكية والجوهرية والدرويشية والقبانية: في شعر نازك الملائكة، محمد مهدي الجواهري، محمود درويش، نزار قباني»، دار البشير، 1998.[13]
- «البحث عن إيقاع جديد في الرواية العربية» بيروت، دار الفارابي، 1999.[14]
- «مع روايات في الأردن: في النقد التطبيقي» عمان: دار أزمنة، 1999.
- «جولات في النقد الأدبي»، عمان: وزارة الثقافة، 2005.[15]

- «أبعاد العملية الادبية: استصفاء هذه الابعاد - واستخلاصها - وتحديدها: تحديد بعض المصطلحات في النقد من اجل توحيدها». عمان: رابطة الكتاب الاردنيين، 1979.[16]
- «مع محمود درويش في ديوان عصافير بلا أجنحة»، 1969.
- «في النقد النظري: نحو نقد أدبي راسخة» دراسة، بيروت - دار الفارابي، عمان: الدار العربية - 1984.[17]
- «في الأدب الفلسطيني الحديث قبل وبعد النكبة» دراسة، 1983.[18]
- «المسرحية الأمريكية الحديثة» دراسة، 1961.
- «ت.س. إليوت» دراسة، 1961.
- «دراسات في النقد»، 1961.
- «جيرترود شتاين» دراسة، 1962.
- «المحاولات التمثيلية في فلسطين وفي الأردن»، عمان: وزارة الثقافة، 2002.[19]

### مؤلفات مشتركة
- «ثقافتنا في خمسين عاماً»، بالاشتراك مع: محمود العبادي، هاشم ياغي، محمود سيف الدين الإيراني، عيسى الناعوري، نمر سرحان، هاني العمد، توفيق النمري، عمان، منشورات دائرة الثقافة والفنون، 1972.[20]
- «مدار الزمن» مشترك، 1962.

### ترجمات
- «رائد الثقافة العامة - أيسر الوسائل الفعالة في التثقيف الذاتي» تأليف: كورنيليوس هيرشبرغ، ترجمة: عبد الرحمن الياغي، دار الكاتب العربي للطباعة والنشر، 1963، عدد الصفحات:510.
- «فلسفة وايتهيد في الحضارة» تأليف: أ. ه. جونسون، ترجمة: عبد الرحمن الياغي، بيروت المكتبة العصرية، فرانكلين للطباعة والنشر، 1965، عدد الصفحات:215.[21]

## مؤلفات عنه
- «الإتجاه الواقعي في النقد العربي الحديث: عبد الرحمن ياغي أنموذجا»، تأليف: شفيق طه النوباني، عمان: دار الكرمل، 2004.[22]

## جوائز
حصل على «جائزة الدولة التقديرية في الفنون والآداب والعلوم الإنسانية في العام 2015»، وعلى «جائزة غالب هلسا»، ودرع رابطة الكتاب الأردنيين، ووسام القدس للثقافة والفنون.